# Jean de Viene
Jean de Viene, ou Jean de Vienne, administrateur français né à Sarlat le 28 mai 1557, mort à Paris le 27 juin 1608.
À Sarlat-la-Canéda, son nom est resté dans l'hôtel de Jean de Vienne, ou hôtel de Maleville, et dans le nom d'une rue.

## Biographie

### Origine familiale
Dans la biographie de Sully de Bernard Barbiche et Ségolène de Dainville-Barbiche, il est le fils de Louis de Viene, seigneur de Montdragon et de Louise de Romilly. Dans la biographie de Jean de Vienne par le vicomte de Gérard, son père est inconnu et n'appartenait à la bourgeoisie de Sarlat mais à une famille de petits commerçants et d'artisans comme le montrent les différentes personnes portant le nom de Vienne à Sarlat. Par ailleurs, dans le Journal, Pierre de L'Estoile écrit après sa mort que « de son patrimoine, n'eust jamais deux sols vaillant, estant, de torchecul de mule qu'on l'a veu, parvenu en peu de tems, à un estat de Président des Comptes, Controlleur général des finances et Conseiller d'Estat de Sa Majesté» . Bertin du Rocheret, président de l'élection d'Épernay, dit que son premier métier a été muletier.  
Avec sa promotion dans la hiérarchie sociale, Jean de Viene, s'est fait appeler Jean de Vienne, et à cherché à faire oublier sa modeste origine. Il se trouve que le nom de de Vienne a été porté par une famille illustre de Bourgogne. Jean de Vienne a été amiral de France. Cette famille était déchue à la fin du XVIe siècle, sinon éteinte. Il a donc essayé de rattacher sa famille à celle des de Vienne. Il a choisi de faire sculpter le blason de cette famille sur son tombeau tel qu'on peut le voir sur l'armorial de la Cour des comptes : « de gueules à l'aigle d'or ». Cependant, il l'a écartelé avec un lévrier comme on peut le voir sur le blason de François de Montmorency, comte souverain de Lusse, gouverneur de Senlis, marié à sa fille, Élisabeth de Vienne. Il a peut-être choisi d'écarteler les armoiries des de Vienne avec un lévrier pour rendre hommage à Jean III de Nicolaï, premier président de la Chambre des comptes de Paris.

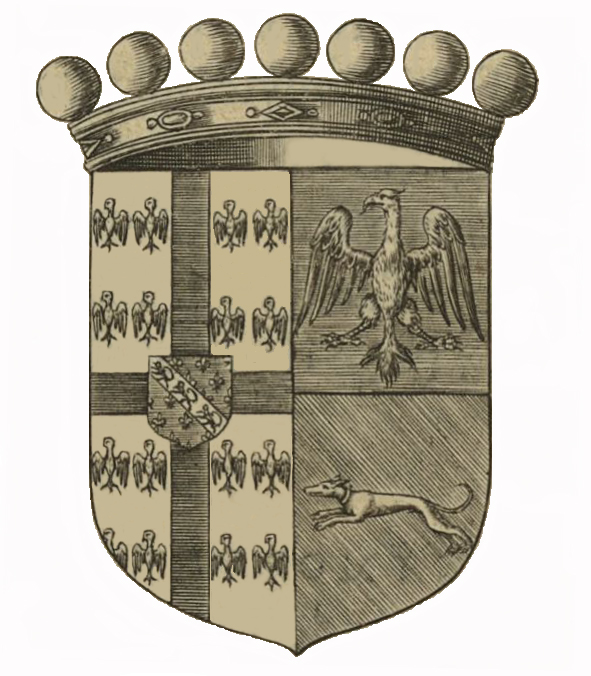
Armoiries de François de Montmorency, comte de Luxe, marié à Élisabeth de Vienne
Blason de la famille de Montmorency
Blason de la famille de Vienne de Bourgogne
Blason de la famille Nicolaï

Jean de Viene, devenu Jean de Vienne, s'est approprié les biens d'autrui sans que cela ne soulève de sérieuses protestations. Pour entériner cette opération, il choisit comme parrain de sa fille aînée, Marie, Bernard de Vienne, lieutenant pour le roi au gouvernement et citadelle de Bourg-en-Bresse, un membre de la famille de Vienne de Bourgogne,.

### Carrière
Simple palfrenier à ses débuts d'après ses contemporains, il a dû commencer grâce à un protecteur, peut-être a-til été encouragé par l'évêque et fait des études à Bordeaux où il devient magistrat. Avant 1590, il résigne à Jacques Pichon l'office de trésorier de France qu'il occupe à Bordeaux.
Le 23 juin 1590, il a pris possession de la charge de secrétaire du roi près le grande chancellerie de France que lui a résigné Nicilas Lintot,, qu'il occupe jusqu'au 23 juillet 1604. On ne sait d'où lui venait l'argent nécessaire pour acheter cette charge. Le vicomte de Gérard indique qu'à cette époque il y avait autour du jeune ambitieux un vague parfum féminin. Bernard Babiche cite Gabrielle d'Estrées, le vicomte de Gérard, la marquise de Verneuil, toutes deux favorites d'Henri IV, et dont le frère utérin, Charles de Valois, apparaît au moment des ennuis d'Élisabeth de Vienne.
Il fait partie des huit intendants et contrôleurs généraux des finances créés en janvier 1594, après la mort de François d'O, surintendant des finances permettant à Henri IV de supprimer la charge, remplacée par un Conseil des finances. 

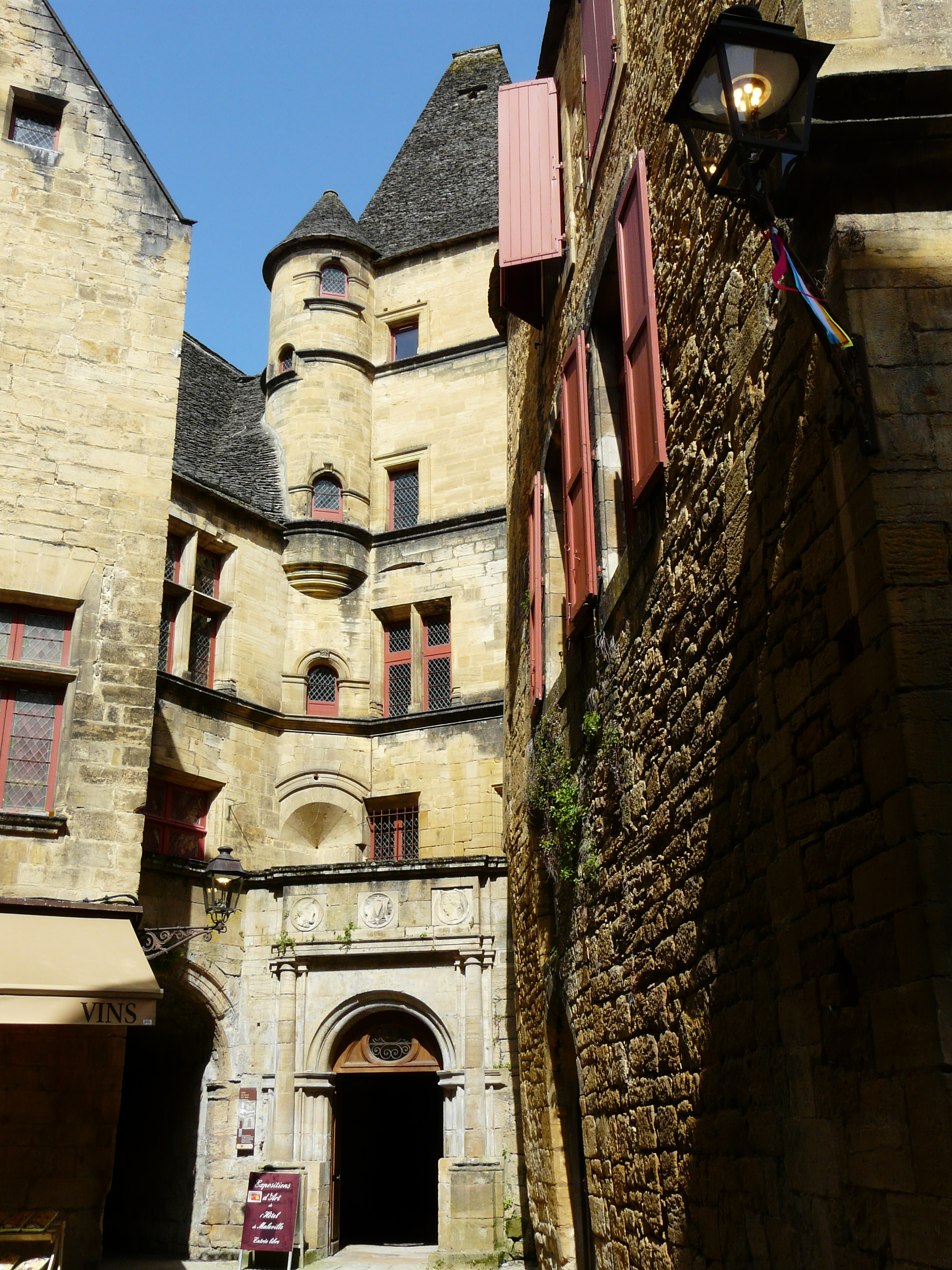
La tour noble de l'hôtel de Vienne, à Sarlat

On trouve un acte à Sarlat :
Saichent tous, que, en la ville et cité de Sarlat, en Périgord... le 1er du moys de septembre 1595..., a esté présenté noble homme monsieur Jehan de Vienne, conseiller du Roy, intendant et controlleur général des finances, lequel a constitué son procureur Me Anthoine de Vayssière, advocat au siège de Sarlat, son beau-frère auquel il a donné pouvoir.... . (gérer ses affaires). Présents : Habram Viene, marchand, et Pierre Rodes.
Signé : de Vienne, Viene, Rodes, Daussel, notaire royal.
En 1596, Henri IV se plaint à Sully de l'âpreté au gain des membres du Conseil des finances. Henri IV a nommé Sully au Conseil des finances en 1595 où il avait pu constater les détournements de fonds. En février 1596, les huit offices d'intendants et contrôleurs généraux des finances créés en janvier 1594 sont supprimés. Le 11 février 1596, Charles de Saldaigne d'Incarville a reçu la commission de contrôleur général des finances et Michel Sublet d'Heudicourt celle d'intendant général des finances. Henri IV accuse les membres du Conseil des finances d'avoir détourner 1 500 000 écus. Jean de Vienne a dû en recevoir une partie.
Le 15 avril 1596, Henri IV a écrit à Sully :
Je veux entreprendre de rétablir ce royaume en sa plus grande splendeur, et soulager mes pauvres peuples que j'aime comme mes chers enfants (Dieu ne m'en ayant jusqu'à présent donné point d'autres), de tant de tailles, subsides, foules et oppressions dont ils me font journellement des plaintes. Vous me promettez, n'est-ce pas ? d'être bon ménager, et que vous et moi nous couperons bras et jambe à Madame Grivelée, comme vous m'avez dit tant de fois que ce pouvait faire. Madame Grivelée représentait les profits illicites. Sully est nommé surintendant des finances en 1598.
En 1598, Jean de Vienne a acquis les domaines de Giraigne et d'Argudel dans la banlieue de Sarlat. Dans l'acte d'achat, son beau-frère, Antoine de Vayssières, simple avocat en 1595, est devenu procureur du roi en la cour sénéchale de Sarlat, et Abraham Vienne est toujours marchand.
Le 3 janvier 1599, sur la recommandation de Gabrielle d'Estréesil est nommé intendant des finances pour 1599 par commission à côté de Michel Sublet d'Heudicourt, avec le contrôleur général des finances Charles de Saldaigne d'Incarville. Michel Sublet d'Heudicourt meurt en juin 1599, Charles de Saldaigne d'Incarville le 16 juillet 1599. Il le remplace comme contrôleur général des finances « par ordre du Roy, à la recommandation de la duchesse de Beaufort », de juillet 1599 jusqu'à sa mort, le 28 juin 1608, contre l'avis de Sully qui lui aurait préféré un de ses amis, Gilles de Maupeou. Il est conseiller d'État la même année. 
Après la mort de Gabrielle d'Estrées, il s'est rapproché de Catherine Henriette de Balzac d'Entragues, marquise de Verneuil, nouvelle favorite du roi, et son frère utérin, Charles de Valois-Angoulême.
Il est nommé président de la Chambre des Comptes par provisions du 16 avril 1601, il est reçu dans cette fonction le 3 septembre 1601 après une lettre d'Henri IV au chancelier de France Pomponne de Bellièvre lui demandant impérativement de le recevoir. Il est mort en charge.
En 1603, il aide financièrement le beau-père de Charles de Valois, Henri Ier de Montmorency, connétable de France, seigneur de Damville, en consignant 18 200 livres sur l'hôtel de Montmorency dit le Petit-Dampville, rue de la Culture-Sainte-Catherine, et en lui prêtant 10 500 livres sur la vente de l'hôtel. Celle-ci ne s'est faite à son profit pour un prix de 34 500 livres et le président de Vienne en devient le propriétaire et s'y est installé. L'hôtel a été cédé par ses filles aux dames de l'Annonciade en 1626. Il a été dépecé à la Révolution.
Pour entrer dans l'aristocratie, Jean de Vienne a acquis le château de Mémillon, il est alors qualifié en 1604 de seigneur baron de Mémillon, Plateaux, Bonneval, Meusves, Lolon, Dancy, Taillepied, Puygast dans le pays chartrain.
Il est de nouveau acquéreur d'un office de secrétaire du roi pour lequel il est reçu le 22 avril 1604.
C'est alors, à l'âge de 48 ans, fortune faite, qu'il a décidé de se marier avec Élisabeth Dolu, veuve d'Antoine Guyot, fille de François Dolu, président en la Chambre des comptes, et de Marie Le Picart, remariée avec Christophe de Sève, conseiller du Roi en ses conseils d'État et privé, premier président de la Cour des Aides. Son frère, Jean-Jacques Dolu (1559-1642), est Grand Audiencier de France à partir du 13 décembre 1609 et conseiller d'État. François Dolu, autre frère, est conseiller au parlement de Paris. Sa sœur, Marie Dolu, est mariée à Jacques Olier, conseiller d'État, mère de « Monsieur Olier ».
Passé de « torchecul de mule » à baron de Mémillon, contrôleur général des finances, sa réussite personnelle a été couronnée par les alliances de ses deux filles dans des maisons illustres du royaume. Il n'a pas pu jouir longtemps de sa réussite car il est mort subitement de maladie, le 27 juin 1608, dans son hôtel de la Culture-Sainte-Catherine. Il a été inhumé dans la chapelle Saint-Jean de l'église Sainte-Croix de la Bretonnerie. Sa femme l'a suivi peu après, le 3 août 1610.

## Famille
Il a épousé Élisabeth Dolu (décédée le 3 août 1610), fille de François Dolu, président de la Chambre des Comptes; veuve en premières noces d'Antoine Guyot (15/08/1549-09/09/1602), seigneur de Charmeaux, président des Comptes ; remariée en novembre 1609 à Charles Duret, seigneur de Chevry. De cette union sont nées deux filles :
- Marie de Vienne (1606-5/08/1696), mariée en 1617[27] avec Charles de Tiercelin[28] (†1664), marquis de Sarcus, seigneur de Saveuse, vicomte de Lioux, gouverneur de Saint-Valéry-sur-Somme. Marie de Vienne lui a amené les baronnies de Mémillon, Plateaux et autres fiefs en dépendant. qui ont eu :
  - Charles de Tiercelin, seigneur de Mémillon,
  - Catherine de Tiercelin, mariée à Louis d'Esparbès d'Aubeterre, fils de François d'Esparbes de Lussan d'Aubeterre, comte de la Serre, marquis de Grignols, lieutenant général des armées du roi, sénéchal d'Agenois et de Condomois, d'où :
    - Marie-Louis d'Esparbès d'Aubeterre, mariée en juin 1671 à François, marquis de Cosnac, d'où :
      - Marie-Angélique de Cosnac, mariée le 25 mars 1697 avec Procope-François, comte d'Egmont, duc de Gueldres et de Juliers, grand d'Espagne ;

  - Anne-Marie-Louise Tiercelin, mariée en 1678 avec son cousin Henri Tiercelin, marquis des Brosses (†1718) ;
- Élisabeth-Angélique de Vienne(1607-5/08/1696)[29], mariée le 17 mars 1617 à François de Montmorency, comte de Boutteville, comte souverain de Luxe, fils de Louis de Montmorency-Bouteville,vice-amiral de France. Le comte de Boutteville est condamné à mort pour la première fois en 1624 pour s'être battu en duel avec Pontgibaud, puis en 1626, il tue en duel Thorigny et blesse un peu plus tard la Frette. Il doit quitter la France. Il revient en France après avoir obtenu des lettres d'abolition et tue en duel, en plein place Royale Bussy d'Amboise. Il s'enfuit mais est arrêté, ramené à Paris et condamné à mort le 21 juin 1627. Malgré les prières des grands du royaume, ses parents, et de sa femme, Louis XIII est resté inflexible. Il est exécuté le 22 juin en place de Grève. Ils ont eu :
  - Marie Louise de Montmorency-Boutteville (1625-1684), mariée en 1641 avec Dominique d'Estampes (1601-1691), marquis de Valençay et d'Applaincourt, fils de Jacques d'Estampes de Valençay ;
  - Élisabeth-Angélique de Montmorency-Bouteville (1627-1695), mariée en 1645  avec Gaspard IV de Coligny, comte de Coligny (1620-1649), duchesse de Châtillon ;
  - François-Henri de Montmorency-Luxembourg (1628-1695), marié en 1661 avec Madeleine Charlotte de Clermont-Tonnerre, duchesse de Piney (1635-1701), duc de Luxembourg, maréchal de France.